# Uppbåd
Uppbåd betecknar en stor grupp personer som sammankallats för ett särskilt syfte, i regel en militär eller polisiär åtgärd. Kommer troligtvis av tyskans Aufgebot med samma betydelse. I historiska sammanhang används termen för olika former av militär mobilisering. I överförd betydelse kan med uppbåd även menas helt andra folksamlingar.

## Historiska former av uppbåd
I feodalsamhället kunde en länsherre uppbåda sina vasaller med tillhörande krigsmän för militärtjänst. Oftast var det dock bondebefolkningen som vid behov uppbådades för att tjänstgöra vid krigstillfällen. Efter franska revolutionen förekom även att ett lands hela vapenföra befolkning mobiliserades i så kallade massuppbåd.
När det stora nordiska kriget rasade trummades stora allmogeuppbåd samman runt om i Sverige för att kunna bistå armén och flottan där det behövdes. Det betydde bl.a. att stora uppbåd drogs samman utefter västkusten (Skåne, Halland, Västergötland), gränsen mot Norge (Värmland, Dalarna, Härjedalen, Jämtland) samt efter ostkusten (Uppland, Södermanland, Östergötland, Medelpad) och Finland etc.
I de tidigaste svenska härordningarna efter värnpliktssystemets införande betecknades som "uppbåd" varje del av krigsmakten som rekryterades av manskap under samma tjänsteförhållanden, såsom fältarmén, lantvärn, landstorm, lantvärn av första och andra uppbåden o.s.v. Med uppbåd förstås även folk som tillfälligtvis uppkallades för att understödja de reguljära styrkorna eller för krigföring på egen hand, såsom "folkuppbåd", "uppbådad allmoge", och så vidare.

## Nutida former av uppbåd
I Finland kallas uttagning till plikttjänstgöring för uppbåd, se Mönstring (värnplikt).